# Bematistes chanleri
Bematistes chanleri är en fjärilsart som beskrevs av Holland 1895. Bematistes chanleri ingår i släktet Bematistes och familjen praktfjärilar. Inga underarter finns listade i Catalogue of Life.